# Cichlasoma
Cichlasoma – rodzaj słodkowodnych ryb okoniokształtnych z rodziny pielęgnicowatych (Cichlidae). 

## Zasięg występowania
Rodzaj obejmuje gatunki występujące w Ameryce Południowej.

## Klasyfikacja
Gatunki zaliczane do tego rodzaju:
- Cichlasoma amazonarum Kullander, 1983
- Cichlasoma araguaiense Kullander, 1983
- Cichlasoma bimaculatum (Linnaeus, 1758) – pielęgnica czerwona[3]
- Cichlasoma boliviense Kullander, 1983
- Cichlasoma dimerus (Heckel, 1840)
- Cichlasoma orientale Kullander, 1983
- Cichlasoma orinocense Kullander, 1983
- Cichlasoma paranaense Kullander, 1983
- Cichlasoma portalegrense (Hensel, 1870) – akara z Porto Alegro[4][5]
- Cichlasoma pusillum Kullander, 1983
- Cichlasoma sanctifranciscense Kullander, 1983
- Cichlasoma taenia (Bennett, 1831)
- Cichlasoma zarskei Ottoni, 2011